# Кёно, Матьё
Матьё Кёно (фр. Mathieu Queunot; 27 марта 1766, Гре, Франш-Конте, королевство Франция — 24 апреля 1843, Седан, Арденны, королевство Франция) — французский военный деятель, бригадный генерал (1811 год), барон (1808 год), участник революционных и наполеоновских войн.

## Биография
Начал службу 8 января 1783 года солдатом в кавалерийском полку Генерал-Полковника. 26 августа 1790 года вышел в отставку. 1 октября 1791 года возвратился к активной службе с чином лейтенанта 23-го драгунского полка. Служил в Северной и Арденнской армиях. 13 мая 1792 года возглавил роту в своём полку. В 1794 году переведён в Самбро-Маасскую армию. 23 июня 1794 года стал помощником полковника штаба Маллеро. Был ранен 15 августа 1794 года при Кенуа, 27 августа 1794 года при Валансьене и 17 августа 1796 года при Зюльцбахе.
В 1797-1798 годах сражался в рядах Майнцской армии. 1 августа 1799 года присоединился к Дунайской армии в качестве помощника полковника штаба Делоца. 19 мая 1800 года был ранен в бою при Диллингене. 14 декабря 1801 года назначен командиром эскадрона 4-го кавалерийского полка.
29 октября 1803 года произведён в майоры 1-го драгунского полка в военном лагере Рамбуйе. Принимал участие в Прусской кампании 1806 года и Польской кампании 1807 года. 31 декабря 1806 года получил звание полковника, и назначен командиром 9-го драгунского полка.
С 1808 по 1811 годы воевал в Испании, участвовал в сражениях при Бургосе, Талавере, Оканье, Кадисе и Бусако. 6 августа 1811 года произведён в бригадные генералы. 25 декабря 1811 года назначен командиром 3-й бригады 1-й дивизии тяжёлой кавалерии. 6 января 1812 года получил двойной перелом левой ноги при падении с лошади в Голымине. Восстановившись, принимал участие в Русской кампании, ранен в сражении при Бородино.
5 мая 1813 года возглавил 2-ю бригаду 2-й маршевой дивизии генерала Пажоля. Сражался при Баутцене. 1 июня 1813 года испросил отпуск для лечения ран, однако уже 13 июля возвратился к службе с назначением командиром 2-й бригады. 3 августа 1813 – командир 1-й бригады 5-й дивизии тяжёлой кавалерии. 19 сентября 1813 года вышел в отставку.

## Воинские звания
- Лейтенант (1 октября 1791 года);
- Капитан (13 мая 1792 года);
- Командир эскадрона (23 июня 1800 года);
- Майор (29 октября 1803 года);
- Полковник (31 декабря 1806 года);
- Бригадный генерал (6 августа 1811 года).

## Титулы
- Барон Кено и Империи (фр. baron Queunot et de l'Empire; декрет от 19 марта 1808 года, патент подтверждён 7 июня 1808 года)[1].

## Награды
Легионер ордена Почётного легиона (25 марта 1804 года)
 Офицер ордена Почётного легиона (6 июня 1811 года)